# Administración electrónica en España

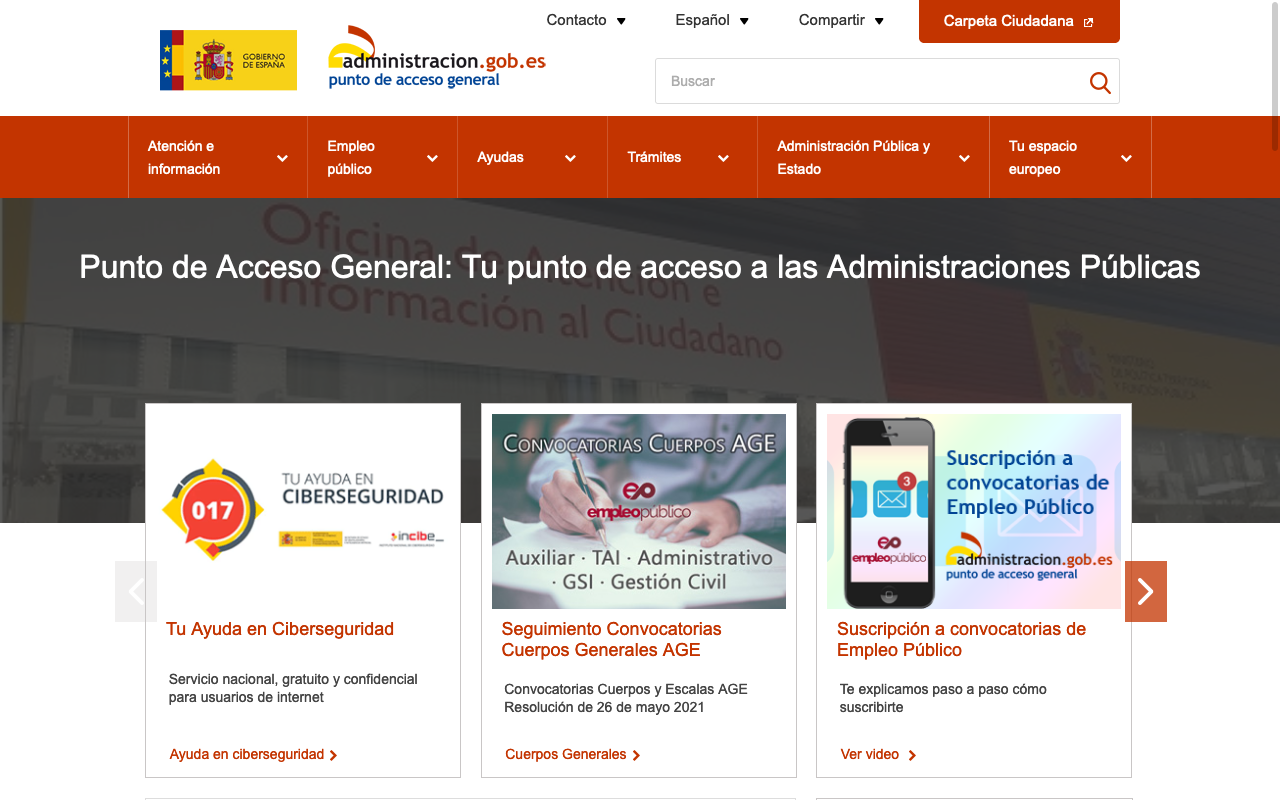
Punto de Acceso General de la Administración pública de España

La Administración electrónica o e-Administración hace referencia a la incorporación de las tecnologías de la información y las comunicaciones en las administraciones públicas en dos vertientes. La primera, desde un punto de vista intraorganizativo, transformar las oficinas tradicionales, convirtiendo los procesos en papel en procesos electrónicos con el fin de crear una oficina sin papeles. En segundo lugar, desde una perspectiva de las relaciones externas, habilitar la vía electrónica como un nuevo medio para la relación con el ciudadano y empresas. Es una herramienta con un elevado potencial de mejora de la productividad y simplificación de los diferentes procesos del día a día que se dan en las diferentes organizaciones.

## Evolución
En España, la Agencia Tributaria fue pionera en la puesta en marcha de la e-Administración.[cita requerida] Actualmente, diferentes administraciones públicas están desarrollando la e-Administración dentro de programas de mejora y prácticamente todos los organismos disponen de oficinas virtuales en las que ofrecen información y trámites por vía electrónica.
La Administración electrónica tiene su mayor impulso en la primera década del siglo XXI, motivado en parte por un marco legal que ha permitido llevar las garantías jurídicas que existen en el mundo real al mundo virtual y en otra parte por la evolución de las tecnologías relacionadas y el desarrollo de proyectos emblemáticos, como el DNI electrónico.

### Años noventa y comienzos del siglo XXI
Puede mencionarse como antecedente el RD 263/1996, de 16 de febrero, por el que se regula la utilización de técnicas electrónicas, informáticas y telemáticas por la Administración General del Estado (ampliado posteriormente por RD 209/2003).
Ha de destacarse especialmente la Ley 59/2003, de 19 de diciembre, de firma electrónica, que establece, entre muchas otras cuestiones, el concepto de firma electrónica reconocida y la equipara jurídicamente a la firma manuscrita o en papel, dotándola así de plena validez legal para las transacciones electrónicas públicas y privadas. La primera regulación de la firma electrónica en España se produjo mediante el Real Decreto 14/1999, transposición de la directiva europea 1999/93/CE sobre firma electrónica.
Por otra parte, con la Ley Orgánica 15/1999, de 13 de diciembre, de Protección de Datos de Carácter Personal y su reglamento de desarrollo (mediante el Real Decreto 1720/2007), se establecen las garantías de confidencialidad de los datos proporcionados por las personas físicas (es decir, los ciudadanos) en estas transacciones.

### Ley de acceso electrónico a los servicios públicos
La ley 11/2007 de acceso electrónico de los ciudadanos a los servicios públicos, a la que en muchas ocasiones se refiere como "Ley de Administración Electrónica"[cita requerida], que consagra el concepto de Administración electrónica en el marco jurídico español y la eleva a la categoría de derecho de los ciudadanos. Es decir, los ciudadanos tienen el derecho de acceder electrónicamente a los servicios de la Administración Pública y éstos ya no son facultativos para ésta, sino que la capacidad para proporcionarlos se convierte en una obligación para la misma, que deberá hacerse realidad a partir del 31 de diciembre de 2009.
La LAECSP es una regulación pionera en la materia a nivel mundial. En el momento de su aprobación, sólo cinco países contaban con una norma similar: EE.UU., Francia, Finlandia, Italia y Austria.[cita requerida]
La Ley 18/2011, de 5 de julio, reguladora del uso de las tecnologías de la información y la comunicación en la Administración de Justicia se puede considerar análoga a la LAECSP circunscrita al ámbito de la Administración de Justicia.

### Nuevas leyes de procedimiento administrativo y régimen jurídico
Finalmente, la Ley 39/2015, del 1 de octubre, del Procedimiento Administrativo Común y la Ley 40/2015, del 1 de octubre, de Régimen Jurídico del Sector Público vienen a dar el impulso definitivo a la administración electrónica en España, al considerar el medio electrónico el medio habitual en las comunicaciones de las Administraciones Públicas. Además, amplia el ámbito subjetivo, incluyendo a las Entidades Locales y otros entes públicos y estableces sujetos obligados a relacionarse por medios electrónicos con las Administraciones Públicas.
El 4 de septiembre de 2018 se publicó en el BOE el Real Decreto-ley 11/2018, de 31 de agosto que modifica el paquete normativo con la modificación de la disposición final séptima de la Ley 39/2015, retrasando hasta el 2 de octubre de 2020 el momento en el que entrará en vigor[actualizar] ("producirán efecto") "las previsiones relativas al registro electrónico de apoderamientos, registro electrónico, registro de empleados públicos habilitados, punto de acceso general electrónico de la administración y archivo único electrónico".

## Sede electrónica
La sede electrónica es aquel nombre de dominio o sitio web que se encuentra a disposición de los ciudadanos a través de Internet y de la cual es titular una Administración Pública o Parlamento encargado de su gestión y administración, con el objeto de efectuar el ejercicio de sus competencias o para la votación por internet.

## Proyectos destacados
Otro de los fundamentos para el desarrollo de la Administración electrónica ha sido la creación de proyectos/servicios de carácter horizontal que las administraciones y organismos puedan utilizar para desarrollar sus servicios electrónicos.
Se pueden destacar algunos de ellos:
- Plataforma SARA: la Infraestructura Común de Comunicaciones (Red SARA) es una Red privada de comunicaciones que permite transferencias seguras entre todas las administraciones públicas, evitando la necesidad de tener que tender redes específicas para cada necesidad de conexión entre organismos. La Red interconecta todos los Departamentos ministeriales y todas las Comunidades Autónomas, y casi el 50% de las Entidades Locales. Está integrada en la red europea de Administración Electrónica TESTA, que sirve la conexión a los recursos de todos los Estados miembros de la Unión Europea.
- TS@ Autoridad de sellado de tiempo: es un servicio de sellado de tiempo, proporcionado por la plataforma de @firma, para certificar la fecha y hora en la que se produce la firma.
- Plataforma @firma y AutoFirma: es la plataforma de validación de certificados electrónicos y del DNI electrónico, permite, al ser multi-PKI,  validar la autenticación mediante certificado electrónico y la firma electrónica mediante certificado de los certificados emitidos por la mayoría de las autoridades de certificación reconocidas por el Ministerio de Industria, Comercio y Turismo. Esto es vital, ya que, en la actualidad, existen decenas de prestadores de servicios de certificación diferentes, y sin una plataforma de este tipo cada organismo debería soportar todos ello lo que supone la duplicación de una solución compleja y de gestión considerable. Con @firma, un único punto de acceso ubicado en la red SARA, cualquier aplicación puede verificar cualquier certificado que presente un ciudadano. @firma se ha convertido en una suite de productos de identificación y firma electrónica entre los que se incluye un cliente de firma, un portafirmas[6] y un servicio de sellado de tiempo.
- DNI electrónico: supone un hito en la Administración electrónica, ya que implica romper una de las mayores barreras de acceso a los servicios avanzados de ésta: disponer de un certificado electrónico personal. Con nuevo documento se convierte documento convencional en tarjeta inteligente, con dos certificados electrónicos; uno para autentificación y otro para firma electrónica que permite firmar documentos con el mismo valor legal que la firma manuscrita.
- Claves concertadas (sistema Cl@ve, con clave PIN, clave Permanente y clave Firma). Cl@ve es un sistema seguro de Identificación, Autenticación y Firma Electrónica, para los ciudadanos común a todo el Sector Público Administrativo Estatal, basado en el uso de claves concertadas. La principal novedad que incorpora el sistema Cl@ve es la posibilidad de realizar firma electrónica (Cl@ve Firma) mediante certificados electrónicos centralizados, es decir certificados electrónicos almacenados y custodiados por la Administración Pública.El proceso de firma se realiza con el nivel más alto de seguridad, lo que implica que se utilizará la modalidad reforzada de Cl@ve permanente, es decir, aquella en la que además de introducir el usuario y la contraseña o Cl@ve permanente, se deberá proporcionar también la contraseña de un solo uso que se recibirá mediante un SMS enviado al teléfono asociado al titular del certificado en el momento del Registro.[7]
- Mi Carpeta Ciudadana,  para comunicación con las Administraciones y, además, consultar diferentes datos personales y citas previas, acceder a información sobre diversos procedimientos, informarte sobre tus notificaciones electrónicas pendientes de leer y del estado de los expedientes en trámite, o recibir avisos y alertas. Se puede acceder con DNI-electrónico, cualquier certificado electrónico reconocido y también los sistemas de claves concertadas (clave PIN y clave Permanente).[8]
- Plataforma de intermediación de datos: es la solución de intercambio de datos entre administraciones, que hace realidad el derecho del ciudadano a no aportar ningún dato que ya obre en poder de la administración, derecho recogido en el artículo 6 de la Ley 11/2007. Basta con que el ciudadano de su consentimiento para que el organismo solicitante recabe el dato, a través de la plataforma, al organismo que lo tiene.  El ciudadano no tiene que presentar la fotocopia del DNI, los datos de residencia, datos de desempleo, datos catastrales, etc.
- Red 060: es un portal que crea un único punto de acceso para los ciudadanos desde el cual pueden acceder a los servicios de la tres administraciones (estatal, autonómica y local) sin la necesidad de conocer a qué administración concreta corresponde un servicio o trámite concreto.
- Sistema de notificaciones telemáticas seguras (SNTS): este Servicio permite al ciudadano o a la empresa recibir todas las notificaciones procedentes de las administraciones públicas en un buzón asociado a su "Dirección electrónica Habilitada (DEH)[9]". La recepción de las notificaciones es confidencial y segura, proporcionando al ciudadano, en su correo electrónico habitual, un aviso de recepción de notificación y un medio para elegir, para cada procedimiento, si desea ser notificado de forma electrónica.
- Punto de Acceso General (PAG) es un portal de la Administración General del Estado que aglutina el acceso a los diferentes servicios de administración electrónica ofrecidos a ciudadanía y empresas. Se estableció como punto de entrada general, vía Internet, de la ciudadanía a las Administraciones Públicas, con el objetivo de dar una solución a la gran dispersión de la información de las Administraciones Públicas en distintos portales y páginas web. [10]
- Portal de Administración Electrónica (PAe) es un portal de la Administración General del Estado que hace de punto de acceso centralizado a los servicios de Administración electrónica disponibles en España.[11]